# Parque nacional Southwood
Southwood es un parque nacional en Queensland (Australia), ubicado a 288 km al oeste de Brisbane.

## Datos
- Área: 71,20 km²
- Fecha de Creación: 1970
- Administración: Servicio para la Vida Salvaje de Queensland
- Categoría IUCN: II